# Declaração Universal sobre Bioética e Direitos Humanos
A Declaração Universal sobre Bioética e Direitos Humanos é um instrumento normativo internacional, adotado pela UNESCO, que trata das questões éticas suscitadas pela medicina, ciências da vida e tecnologias associadas na sua aplicação aos seres humanos. 
Em 19 de outubro de 2005, foi adotada por aclamação pela unanimidade dos 191 Estados-membros da Organização, em sua 33ª Conferência Geral.